# セパレート型ステレオ

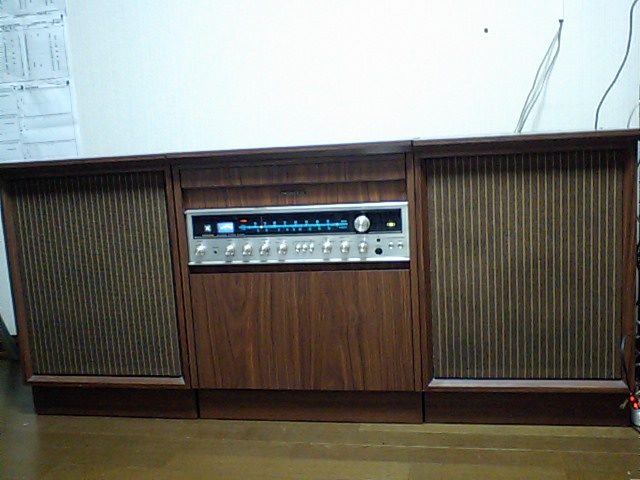
典型的なセパレート型ステレオ 4チャンネルステレオ全盛時代に大普及した

セパレート型ステレオまたはセパレートステレオ（separated stereo outfit）は、レコードプレーヤーとアンプ、チューナーを一体化したセンターユニットと、左右のスピーカーを「分離」して設置できるように設計されたステレオセットである。1960年代半ばころから、1970年代の半ばころまで、ステレオ装置の主力商品であった。アンサンブル型ステレオも含めて俗に「モジュラーステレオ」「家具調ステレオ」などと呼ばれることもある。

## 概要
典型的なセパレート型ステレオのデザインは以下のようなものである。
- セパレート型ステレオ出現以前より存在したアンサンブル型ステレオはスピーカーも含めて一体のキャビネットに格納されていた。一種のオールインワン製品であった。それに対比してすなわちセパレート型と呼ばれる物である。
- 左右のスピーカーと、レコードプレーヤ、アンプ、チューナーが格納されたセンターユニットの3点（4チャンネルシステムの場合はリアスピーカユニットもあわせ5点）で構成される。
- 典型的なデザインでは筐体は木製（ベニア板に化粧合板仕上げの物から天然木無垢仕上げまで価格に応じて様々であった）であり、センターユニット下部にはLPレコードを立てて収納できるキャビネットが設けられた製品が多かった。

## 歴史
ステレオLPが初めて発売されたのは、1958年（昭和33年）、歌謡曲やポップスの「ドーナツ盤」と呼ばれるEPのシングル盤がステレオ化されたのは、1961年（昭和36年）ころである。パーツやユニットと呼ばれる「部品」を集めてステレオを作る趣味はその頃からあったが、レコードもかなり高価で、よほどの物好きか、金持ちの趣味だった。
やがて一般家庭への普及を狙うため従来から存在する電蓄をステレオ化し、家具調の筐体にステレオスピーカーとレコードプレイヤー、アンプ、チューナを内蔵した安価なアンサンブル型ステレオが登場しステレオ普及期を迎えるが、低価格化を第一に狙った構成でありスピーカーユニットのレイアウトの制限による分離の悪さや同一筐体にレコードプレーヤーとスピーカーを内蔵していることによる共振によるハウリングの問題、何より日本の住宅事情にそぐわない大きさによる設置の自由度のなさという難点を抱えていた。
1960年代の高度成長や音楽文化の普及、オーディオ技術の発達を背景に、それらの欠点を改善し家庭にいながらコンサートホールの雰囲気（ハイファイ）が楽しめるというふれこみで売り出されたのが、1960年（昭和35年）に福音電気（現・パイオニア）から初めて発売されたセパレートステレオ「PSC-1」であった。
それらは茶の間や応接間などにでんと据え付けておくのにふさわしい、家具調のデザインのものが多く、その家庭の教養と趣味の高さを示すステータスとしての貫禄も十分あった。ただし、左右のスピーカーと中央のコンソール部分が分離しているとはいえ、これらの3体を並べたときの見栄えでデザインされており、ほとんどの販売店でもぴったり並べで展示していた。このため、一般購入者の音響技術に対する無知や日本の住宅事情と相まって、従来のアンサンブル型に似て並べて設置されることがほとんどで、「設置の自由度」は実際には「設置時の搬入方法の自由度」の意味しか持っていなかった例が多い。中には左右のスピーカーを並べて箪笥の上に置いているような家庭すらあった。1968年（昭和43年）に登場した千円盤や、4チャンネルシステムも追い風となり、一般家庭だけでなく、学校や公民館、青少年会館などにも設置された。
初期のセパレート型ステレオは、従来からあった電蓄をステレオ化し筐体を分離可能にしたものにすぎず、オーディオ機器としては貧弱なものであったが、後期になるとカートリッジ交換可能なトーンアームや外部入力端子の装備、アンプのマルチチャンネル化、マルチウェイスピーカー搭載など、相応の高機能化も計られていた。
しかし、1970年代後半になると、若い世代を中心に、より高性能のオーディオ装置を求める消費者が増え、レコードプレーヤー、アンプ、チューナー、さらにプレーヤーのアームの先につけるカートリッジを別々に買って楽しむコンポーネントステレオ（単品コンポーネント）が普及、拡張性やフレキシビリティの乏しいセパレート型は、カタログの中でも安価な商品という位置づけになってしまい次第に姿を消していった。
近年では、スピーカーボックスとオーディオレシーバーユニットが完全に切り離された3ピース構造の一部のCDラジカセやステレオラジカセに見られるゼネラルオーディオ製品、およびCDプレーヤー内蔵オーディオレシーバーアンプとスピーカーシステムの各種単品オーディオ製品を組み合わせた一部のミニコンポやハイコンポ（≒プレミアムミニコンポ）が、当時のセパレートステレオの延長線上にあたるオーディオ機器と言えよう。